# 萊帕拉萊
萊帕拉萊是南非的城鎮，位於該國東北部，由林波波省負責管轄，始建於1960年，面積3.22平方公里，海拔高度820米，2001年人口1,572，人口密度每平方公里490人。

## 外部連結
- http://www.lephalale.com/ Archive.today的存檔，存档日期2007-10-24?
- http://www.countryroads.co.za/content/ellisras.html Archive.today的存檔，存档日期2008-09-28
- http://www.lephalale.com/?item=40&MenuID=43 （页面存档备份，存于）
- http://www.lephalale.com/?item=1559&MenuID=1179 （页面存档备份，存于）
- http://www.engineeringnews.co.za/article.php?a_id=110087 (pay to use site)